# Ernst Ottwalt
Ernst Ottwalt, de son vrai nom Ernst Gottwalt Nicolas (né le 13 novembre 1901 à Sypniewo, mort le 24 août 1943 dans un camp soviétique dans l'oblast d'Arkhangelsk) est un écrivain allemand.

## Biographie
Ernst Ottwalt va à un gymnasium de Halle puis étudie le droit à Iéna. Après la Première Guerre mondiale, il rejoint un corps franc nationaliste. Puis il devient communiste, s'inscrit au KPD et dans l'Association des écrivains prolétariens révolutionnaires. Il raconte son expérience dans le corps franc dans le roman Ruhe und Ordnung en 1929. En novembre 1930, Friedrich Neubauer met en scène à la Piscator-Bühne sa pièce Jeden Tag vier inspirée d'une catastrophe minière à Nowa Ruda. Avec Bertolt Brecht, il écrit le scénario de Ventres glacés. En 1931, il écrit le roman Denn sie wissen was sie tun, où il décrit le système judiciaire allemand.
En 1932, il écrit une histoire du national-socialisme, dans lequel il explique comment il va triompher. Il fait partie des premiers auteurs condamnés par les nazis lors de leur arrivée au pouvoir ; Wolfgang Herrmann le qualifie même de "parasite".
En plus des romans et de l'étude sur le NSDAP, Ernst Ottwalt écrit en 1932 une pièce radiophonique Kalifornische Ballade d'après la vie de John Sutter avec le compositeur Hanns Eisler. Diffusée par la VRT, les chansons sont interprétées par Ernst Busch.
En 1934, Ottwalt quitte l'Allemagne et part en exil au Danemark, en Tchécoslovaquie puis à Moscou. Il est victime des Grandes Purges, accusé d'espionnage et surveillé par la police politique. Il est arrêté en 1936 et déporté dans un camp près d'Arkhangelsk. Sa femme Waltraut Nicolas, qui fut arrêtée et condamnée aux travaux forcés, découvre sa mort de nombreuses années plus tard.

## Source de la traduction
- (de) Cet article est partiellement ou en totalité issu de l’article de Wikipédia en allemand intitulé « Ernst Ottwalt » (voir la liste des auteurs).